# Ministeri de Defensa de Letònia
El Ministeri de Defensa de Letònia (en letó: Latvijas Republikas Aizsardzības ministrija) és el departament del govern de Letònia responsable de la creació i l'aplicació de polítiques de seguretat i defensa nacional, i de la gestió i control dels organismes subordinats relacionats. El ministeri està encapçalat pel polític nomenat Ministre de Defensa. Des del 2014 és Raimonds Vējonis.

## Ministres de Defensa
| Nom i retrat             | Nom i retrat | Data de mandat         | Data de mandat         | Partit polític                    | Primer Ministre                                           | Primer Ministre |
| ------------------------ | ------------ | ---------------------- | ---------------------- | --------------------------------- | --------------------------------------------------------- | --------------- |
| Tālavs Jundzis           |              | 19 de novembre de 1991 | 3 d'agost de 1993      | Front Popular de Letònia          | Ivars Godmanis                                            |                 |
| Valdis Pavlovskis        |              | 3 d'agost de 1993      | 19 de setembre de 1994 | Via Letona                        | Valdis Birkavs                                            |                 |
| Jānis Arveds Trapāns     |              | 19 de setembre de 1994 | 23 de maig de 1995     | Independent                       | Māris Gailis                                              |                 |
| Andrejs Krastiņš         |              | 21 de desembre de 1995 | 12 de maig de 1997     | LNNK                              | Andris Šķēle                                              |                 |
| Tālavs Jundzis           |              | 6 de juny de 1997      | 27 d'octubre de 1998   | KDS                               | Guntars Krasts                                            |                 |
| Ģirts Valdis Kristovskis |              | 26 de novembre de 1998 | 9 de març de 2004      | Per la Pàtria i la Llibertat/LNNK | Vilis Krištopans Andris Šķēle Andris Bērziņš Einars Repše |                 |
| Atis Slakteris           |              | 9 de març de 2004      | 2 de desembre de 2004  | Partit Popular                    | Indulis Emsis                                             |                 |
| Einars Repše             |              | 2 de desembre de 2004  | 23 de desembre de 2005 | Partit de la Nova Era             | Aigars Kalvītis                                           |                 |
| Linda Mūrniece           |              | 5 gener de 2006        | 7 d'abril de 2006      | Partit de la Nova Era             | Aigars Kalvītis                                           |                 |
| Atis Slakteris           |              | 8 d'abril de 2006      | 20 de desembre de 2007 | Partit Popular                    | Aigars Kalvītis                                           |                 |
| Vinets Veldre            |              | 20 de desembre de 2007 | 12 de març de 2009     | Partit Popular                    | Ivars Godmanis                                            |                 |
| Imants Lieģis            |              | 12 de març de 2009     | 3 de novembre de 2010  | Unió Cívica                       | Valdis Dombrovskis                                        |                 |
| Artis Pabriks            |              | 3 de novembre de 2010  | 22 de gener de 2014    | Unitat (Letònia)                  | Valdis Dombrovskis                                        |                 |
| Raimonds Vējonis         |              | 22 de gener de 2014    | actual                 | Unió de Verds i Agricultors       | Laimdota Straujuma                                        |                 |